# Idade do Bronze na Suécia

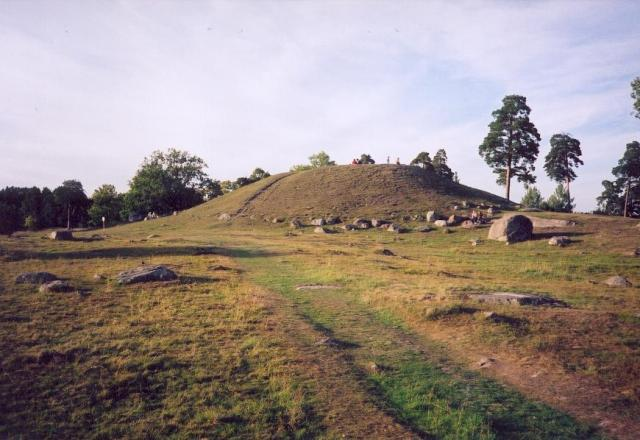
Dólmen de Haga

A Idade do Bronze na Suécia (em sueco: Bronsåldern) é o período da Pré-História sueca que vai de 1 800 (fim da Idade da Pedra) até 500 a.C. (início da Idade do Ferro). Nessa época começou-se a utilizar o bronze. Os metais necessários para fabricá-lo eram desconhecidos na Escandinávia, e por isso o bronze tinha de ser adquirido em bruto na Europa, indicando a existência de contactos comerciais entre a península e o continente e até a Grã-Bretanha.
Os objetos fabricados em bronze eram frequentemente melhores do que aqueles feitos de pedra, madeira e ossos, mas por seu preço só estavam ao alcance das famílias ricas. Duas inovações revolucionaram o dia-a-dia desta época: os primeiros barcos em forma de canoa, e as roupas de lã em substituição de vestuário feito de peles.
Como reflexo de uma nova cultura, com novas concepções religiosas e artísticas, as representações culturais da época estão materializadas nas gravuras feitas nas rochas com motivos concretos – barcos, animais, homens com machados - mas de difícil interpretação. Os costumes funerários também foram alterados gradualmente, passando os corpos a serem cremados em vez de enterrados.